# Cuore (Shablo, Coez e Geolier)
Cuore è un singolo del produttore discografico Italiano Shablo, del cantautore italiano Coez e del rapper italiano Geolier, pubblicato il 24 giugno 2022.

## Tracce
Testi di Emanuele Palumbo e Silvano Albanese, musiche di Pablo Miguel Lombroni Capalbo e Luca Faraone.
1. Cuore – 3:22